# 権賢妃
権賢妃（けんけんひ、洪武24年10月26日（1391年11月22日） - 永楽8年10月24日（1410年11月20日））は、明の永楽帝の寵妃。朝鮮の安東権氏の人で、朝鮮では顕仁妃（けんじんひ）と呼ばれた。

## 経歴
籍貫は慶尚道安東府。工曹典書である権執中の娘として生まれた。兄は権永均。永楽6年（1408年）、明に献上されて後宮に入り、賢妃となった。権永均は明の光禄寺大卿に封ぜられた。
傑出した美貌を持ち、玉簫を吹くのを得意とし、永楽帝の深い寵愛を受けた。また、崩じた徐皇后に代わって後宮の管理を任された。永楽8年（1410年）、永楽帝の韃靼（北元）への征戦につき従った。凱旋すると、臨城において薨去した。永楽帝はその死を悼み、権氏は恭献賢妃と諡された。
永楽帝は権賢妃の薨去に不審を抱いた。3年後、そのことが原因で、後宮の者たちの大量処刑を行った。同じく朝鮮出身の妃嬪であった呂氏をはじめ、多くの者が殺害された。

## 伝記資料
- 『明成祖実録』
- 『朝鮮王朝実録』